# Olycksfågeln nr 13
Olycksfågeln nr 13 är en svensk komedifilm från 1942 i regi av Sigge Fürst. Filmen var Fürsts första och enda filmregi och han spelar även en av filmens större roller. I övriga roller ses bland andra Nils Ericson och Lillebil Kjellén.

## Handling
Major Borring har köpt en TV som dock inte fungerar eftersom den saknar en skruv. Uppfinnaren skickar bud med skruven till förläggningen. Denne stöter dock på problem.

## Om filmen
Manus skrevs av Tage Holmberg, Björn Arrhén och Harry Iseborg och musiken av Charles Redland, Sam Samson, Jack Geddes och Gösta Theselius. Erik Bergstrand var fotograf och Holmberg klippare. Den spelades in mellan den 4 maj och den 7 juli 1942 i Stockholm med omnejd. Den premiärvisades den 24 augusti samma år på biograferna Metropol i Gävle och Röda kvarn i Linköping. Stockholmspremiär hade den i december samma år.
Olycksfågeln nr 13 har visats i SVT, bland annat i december 2019.

## Rollista
- Nils Ericson – 39:an, Gösta Björk
- Sigge Fürst – furir Rask, "Skräcken"
- Lillebil Kjellén – Mary Borring
- Emy Hagman – Stina
- Rune Halvarsson – 38:an
- Douglas Håge – major Borring, far till Mary
- Artur Rolén – kusk
- Gustaf Lövås – flygmekaniker
- Rolf Botvid – löjtnant Berg
- Einar Axelsson – ingenjör Lundvall
- Thor Modéen – Tosse
- John Botvid – Botte

Ej krediterade
- Berndt Westerberg	– 37:an
- Ingemar Holde – 35:an
- Sten Meurk – 33:an
- Gus Dahlström – Gurra
- Solveig Lagström – flicka i gräset
- Stig Johanson – rekryt
- Verner Oakland – rekryt
- Thorbjörn Widell – rekryt
- John Sandling – rekryt
- Erland Dodre – rekryt
- Olof Nissmar – rekryt
- Bertil Magnusson – rekryt
- Ann-Margret Bergendahl – flicka i gräset
- Wiange Törnkvist – stridsdomaren
- Algot Persson – vän till major Borring
- Gustaf Hedström – vän till major Borring
- Olle Janson – flygmekaniker